# إدريس البصري
إدريس البصري (8 نوفمبر 1938 – 27 أغسطس 2007) هو سياسي مغربي، شغل منصب وزير الداخلية في الفترة من 1979 إلى 1999. بعد وفاة الجنرال العام محمد أوفقير سنة 1972، ووفاة أحمد الدليمي سنة 1983، أصبح إدريس البصري اليد اليمنى للملك الحسن الثاني والرجل الثاني في النظام من بداية الثمانينات إلى نهاية التسعينات. ارتبط اسمه بسنوات الرصاص، ومن المقدر أنه خلال هذه الفترة حوالي 600 معارضًا سياسيًا لقوا مصرعهم.
يُشار إلى إدريس البصري كونه أقوى وأشهر وزير داخلية في تاريخ المغرب، لما ارتبط اسمه بفترة مفصلية من تاريخ البلاد عُرفت بـ«سنوات الرصاص»، التي اتسمت بالتوترات السياسية والمراقبة الأمنية الصارمة. شغل البصري منصب وزير الداخلية من عام 1979 إلى 1999، وكان له نفوذ واسع جعله الرجل الثاني في الدولة بعد الملك الحسن الثاني. خلال فترة توليه الوزارة، كان مسؤولًا عن إدارة ملفات حساسة مثل الأمن الداخلي، الانتخابات، والإعلام، وكان يُعرف بإدارته الصارمة وأسلوبه السلطوي في التعامل مع القضايا السياسية.
بعد وفاة الملك الحسن الثاني واعتلاء الملك محمد السادس العرش، شكّل إعفاء إدريس البصري من منصبه سنة 1999 نقطة تحول رمزية لإنهاء عهد مركزيته في السلطة. اعتُبر هذا القرار بداية لعصر جديد يسعى لتعزيز الانفتاح السياسي وحقوق الإنسان في المغرب. وعلى الرغم من الجدل الكبير الذي أحاط به بسبب سياساته، يبقى البصري شخصية تاريخية بارزة ومثيرة للجدل في المشهد السياسي المغربي، حيث جمع بين الكفاءة الإدارية والنفوذ المطلق، ما جعله رمزًا لفترة غنية بالأحداث والتحديات.

## النشأة
وُلد البصري في 8 نوفمبر 1938 في قبيلة أولاد سعيد، دوار لمناصرة، القريبة والتابعة لمدينة سطات القريبة من الدار البيضاء، كان والده يعمل حارس سِـجن. وهو حاصل على بكالوريا، [بحاجة لمصدر] وعلى دكتوراه السلك الثالث [بحاجة لمصدر] سنة 1975، وعلى دكتوراه الدولة في القانون العام من كلية العلوم الاجتماعية بغرونوبل سنة 1987، ودرس بكلية القانون بجامعة الرباط ودرس أيضًا بكلية القانون بجامعة الحسن الأول[بحاجة لمصدر] بمدينة سطات مسقط رأسه.

## مسيرته المهنية
بدأ مشواره المهني بالعمل ضمن سلك الشرطة كعميد ممتاز بالأمن الإقليمي بالرباط قبل أن يلتحق بوزارة الداخلية كمدير للشؤون العامة ورجال السلطة. . وقد عُيِّن على رأس الإدارة العامة لمراقبة التراب الوطني في 13 يناير 1973 ثم عُيِّن في 26 أبريل 1974 كاتبا للدولة في الداخلية وهو المنصب الذي ظل يشغله إلى غاية مارس 1979 حيث عُيِّن وزيرا للداخلية. وبتاريخ 15 نوفمبر 1985 جمع بين منصبه كوزير للداخلية ومنصب وزير الإعلام. وقد احتفظ من سنة 1992 بهذين المنصبين مع صفة وزير دولة وذلك في الحكومتين المتعاقبتين لمحمد كريم العمراني وذلك لغاية عام 1994.
في 27 فبراير 1995 عُيِّن وزيراً للدولة وزيرا للداخلية في حكومة عبد اللطيف الفيلالي حيث تم الفصل بين وزارة الداخلية ووزارة الاتصال، واستمر كذلك في تولّي منصب وزير الداخلية في حكومة عبد الرحمن اليوسفي والتي شُكِّلت بتاريخ 14 مارس 1998. بعد ثلاثة أشهر من اعتلاء الملك محمد السادس العرش وبتاريخ 9 نوفمبر 1999 أعفاه الملك محمد السادس من مهامة وأعطاه بالحمالة الكبرى لوسام العرش واختار العيش في بارس. وكان قد ظل خلال فترة توليه مسئولياته الحكومية على عمله في الجامعة كأستاذ مساعد.

## وفاته
في 27 أغسطس 2007 توفي إدريس البصري في مدينة فيلجويف بضواحي باريس، بسبب سرطان الكبد، ونقل جثمانه إلى الرباط ودفن فيها في 29 أغسطس، كان وزير الداخلية شكيب بن موسى هو الممثل الوحيد للحكومة في الجنازة.

## مؤلفاته
أصدر عدد من المؤلفات في مجال الإدارة الترابية منها:
- رجل السلطة.
- الإدارة الترابية بالمغرب: النظام والتنمية.
- الإدارة الترابية: التجربة المغربية.
- النزاعات الإدارية في البلدان المغاربية.
- اللامركزية في المغرب: من الجماعة إلى الجهة.

## روابط خارجية
- إدريس البصري على موقع مونزينجر (الألمانية)